# Kopalina pospolita
Kopalina pospolita – jeden z dwóch rodzajów kopalin wyróżnianych przez obowiązującą do dnia 31 grudnia 2011 r. ustawę - Prawo geologiczne i górnicze. Art. 5 ust. 3 PGG z 1994 r. zaliczał do kopalin pospolitych wszystkie kopaliny, które nie stanowiły w myśl ustawy kopalin podstawowych. Kopaliną pospolitą była wyłącznie kopalina lądowa, w szczególności piaski inne niż piaski formierskie i szklarskie, żwiry oraz niektóre kopaliny stałe (bazalt, granit, piaskowiec, gabro itp.). W tym ostatnim przypadku Rada Ministrów w rozporządzeniu z dnia 14 lutego 2006 r. w sprawie złóż wód podziemnych zaliczonych do solanek, wód leczniczych i termalnych oraz złóż innych kopalin leczniczych, a także zaliczenia kopalin pospolitych z określonych złóż lub jednostek geologicznych do kopalin podstawowych (Dz.U. z 2006 r. nr 32, poz. 220) zaliczyła niektóre złoża kopalin stałych do kopalin podstawowych.
Podział ten został zniesiony wraz z wejściem w życie nowego Prawa geologicznego i górniczego, co nastąpiło w dniu 1 stycznia 2012 r.